# Onthophagus erichsoni
Onthophagus erichsoni är en skalbaggsart som beskrevs av Hope 1841. Onthophagus erichsoni ingår i släktet Onthophagus och familjen bladhorningar. Inga underarter finns listade i Catalogue of Life.